# ヌールラン県

ヌールラン県
Nordland fylke

ヌールラン県 （Nordland [ˈnuːɖˈlɑn] ( 音声ファイル)）は、ノルウェーの県。北はトロムス県、南はトロンデラーグ。東はスウェーデンのノールボッテン県、南東は同じくスウェーデンのヴェステルボッテン県。西部は大西洋（ノルウェー海）に面する。県都はボードー。極北の離島ヤンマイエン島が1995年よりヌールラン県の一部となっている。ヌールラン県は北部ノルウェーで最南部の県である。公式にはNordlandene amtとして知られる。UNESCO世界遺産のヴェーガ島も含まれている。面積38,456平方キロメートル。人口237,057人（2004年調査）。

## 地域
ヌールラン県は慣習的に伝統地域で分割される。ヘルゲランは南部（北極圏の南）、サルテンは中央、オフォテンは北東である。北西はロフォーテン諸島とベステローデン諸島からなる多島海である。

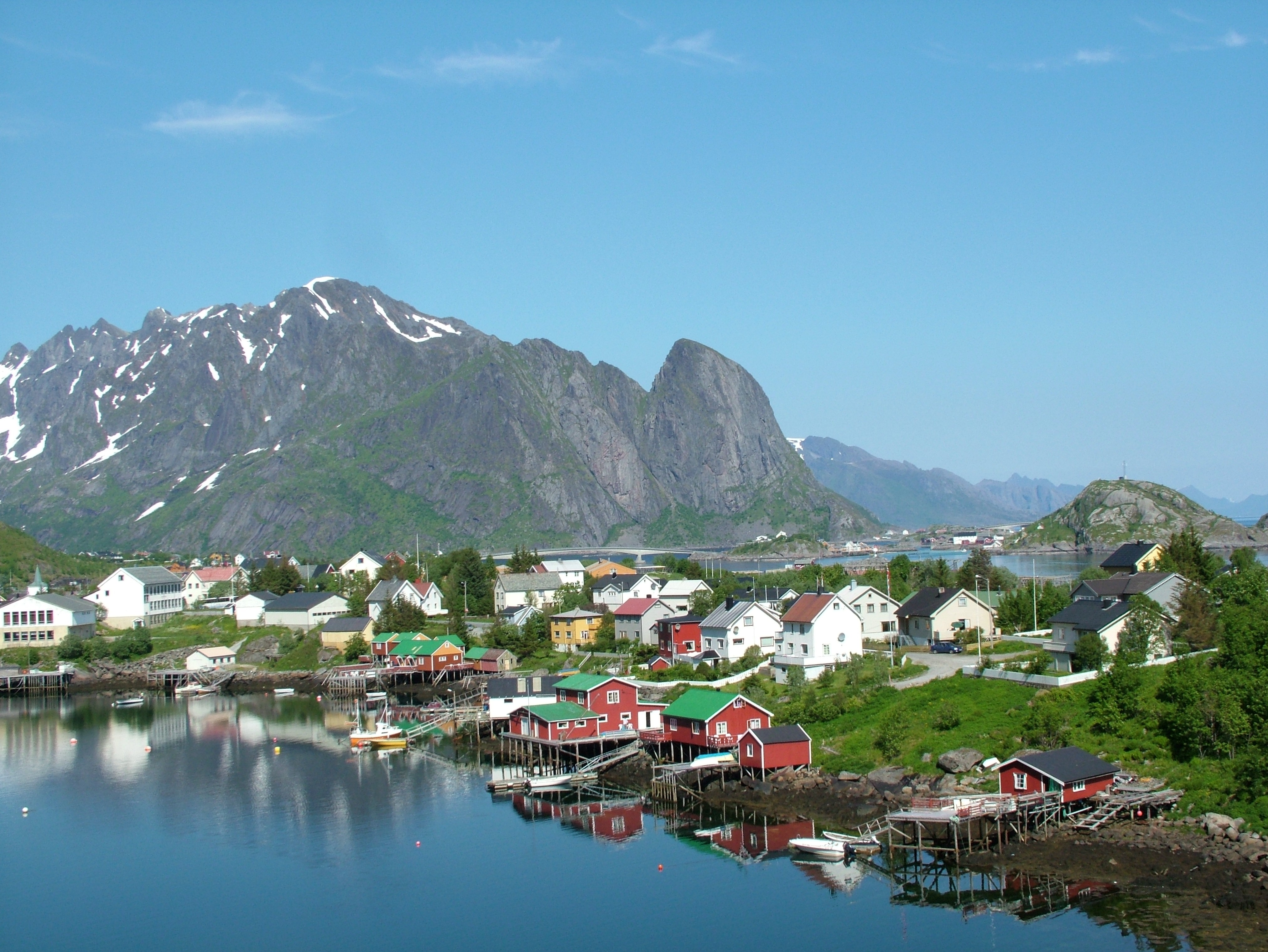
ロフォーテン諸島の町レイネ、2005年6月

## 地理
ヌールラン県は、ヌール・トロンデラーグケントトロムス県の間500キロメートルに渡って広がる。県の南端ビンダールからの道路は、北端のアンデネスまでざっと800キロメートルある。
ノールラン県は入り組んだ海岸線をもち、多くのフィヨルドがある。南から北へ順番に、ビンダールスフィヨルド、ランフィヨルド、サルトフィヨルド、シエルスタードフィヨルド、フォルダ、ティスフィヨルド。オフォトフィヨルド（県内最長）、アンドフィヨルド（トロムス県と接する）である。おそらく最も有名なのは、実際にはフィヨルドにあたらないがロフォーテン諸島と本土の間に口を開ける、ヴェスト・フィヨルドであろう。ラフトスンド海峡はトロール・フィヨルドの有名な一部で、ロフォーテンとヴェステルオーレンとをつなぐ短い水路である。この海峡は、アンデネスから大陸棚までわずか数マイルで、ノルウェーでは岸に非常に近い深海はここだけである。サルトスラウメンの渦巻きはボードーのちょうど南東であり、モスクストラウメンの渦巻きはロフォーテン諸島南部にある。

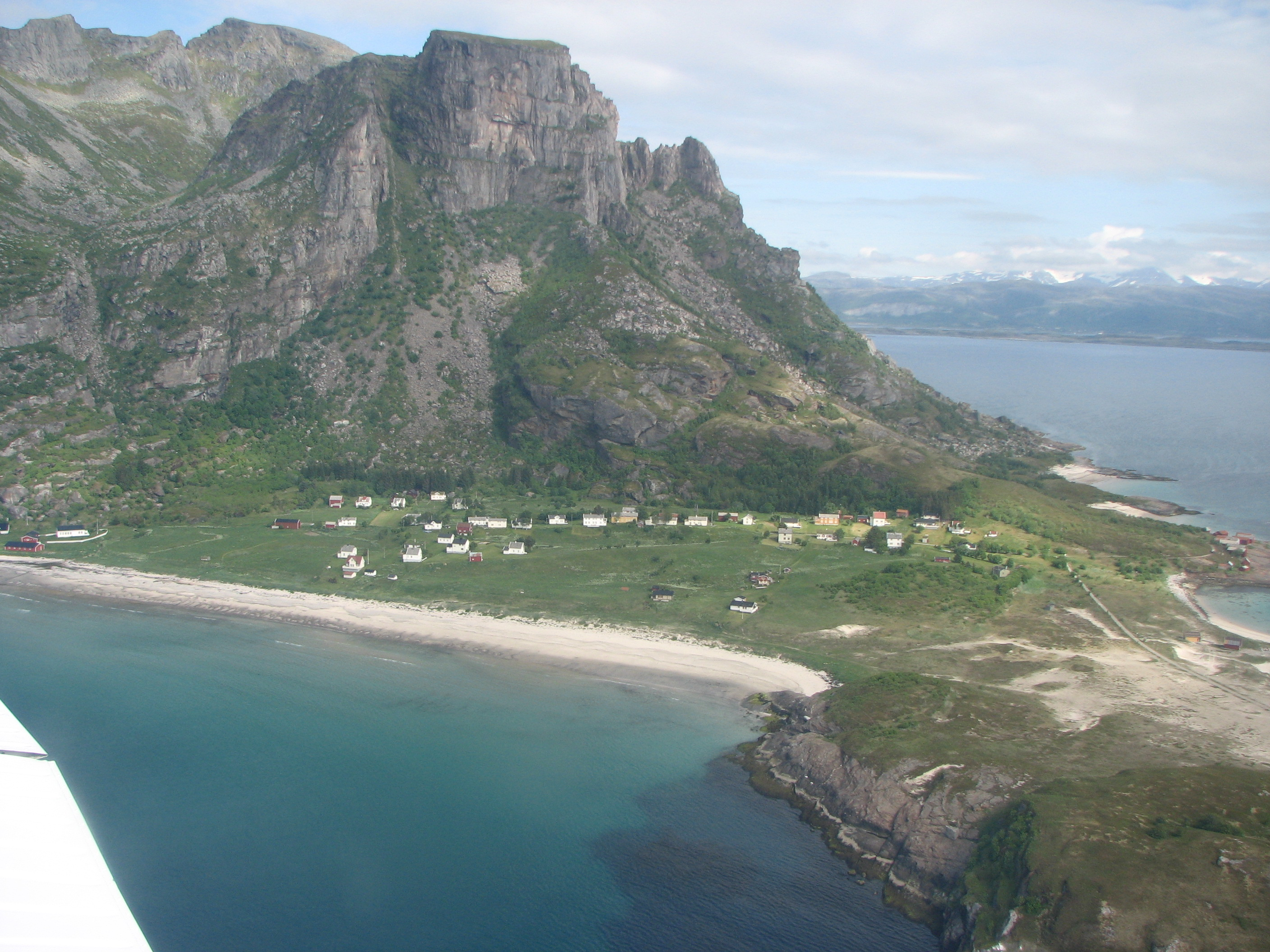
非常に狭い低地

海近くに険しい山地と、ほぼ平坦な低地が、山地と海の間に広がる。これはヌールラン県の長い海岸線の典型的な例である。海上には多くの島々が浮かぶ。ヘルゲランだけで1000もの島がある。これらの島々はほとんどが山がちであるが、小さいか、大きい低地ストランドフラート地帯もある。ノルウェーでも大きな島の南部である（スヴァールバル諸島を除く）、Hinnøya島はヌールラン県に属し、面積第3位の島Langøya島も含まれる。県内には1000もの大小の島々がある。フィヨルドには、海岸の水際はより少なく表れる。フィヨルドはよりゆるやかな傾斜の丘が山へ向かって続くか、全く低地がない。しばしばフィヨルド奥に谷がある（フィヨルドは谷の延長である）。常に谷中央から川がある。モ・イ・ラナとモスヨーエン、ログナンはこれらの谷の中にある下位行政区である。

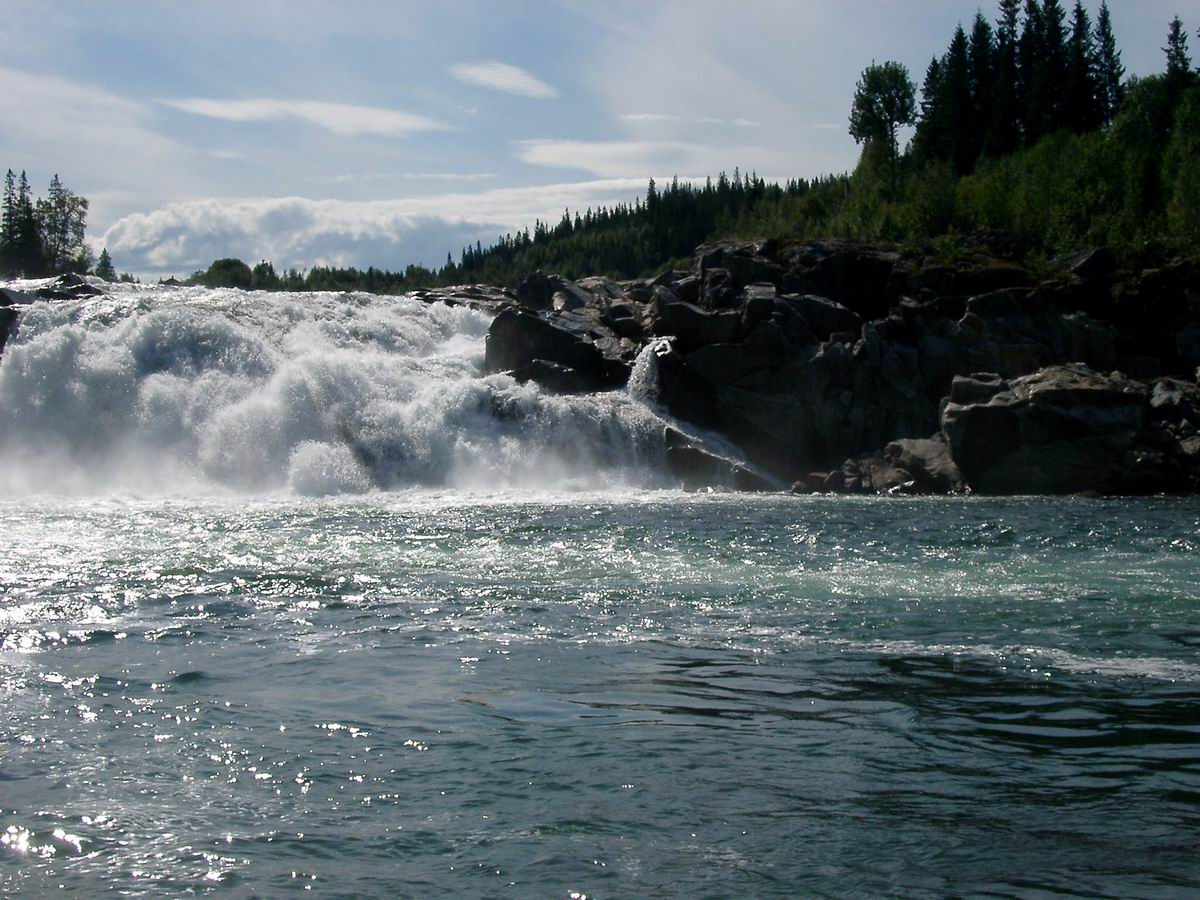
モスヨーエンの南

ノルウェー第2の大きさを持つ氷河スヴァールティゼン、ノルウェー第2の面積をもつロッスヴァトネット湖、ノルウェー第2の深さを持つティスフィヨルド（最深897メートル）は、全てヌールラン県にある。
サルティフィエレット山脈は、ヘルゲランとサルテンとの自然の境を形成する。ここから北極圏内となる。この山並みの西部は切り立った山地とフィヨルドの入り江が占め、氷河が海へ向かいせり出す。山脈東部はより穏やな山並みで、ハイキングに適した、森で覆われた谷が広がる。スウェーデン国境に向かい合うヌールラン県の奥地は、キョレン山地（スカンディナヴィア山脈）が占める。ヌールラン県の最高峰は、オクスティンダン山地にある、標高1915メートルのオクッスコルテン山である。()。ティスフィヨルドにあるステティンは、ノルウェーの自然の山地として選ばれた。山中には、ブロマンシセン、オクスティンブレーン、スィチェルマイゼン、フロスティゼンといった多くの氷河がある。

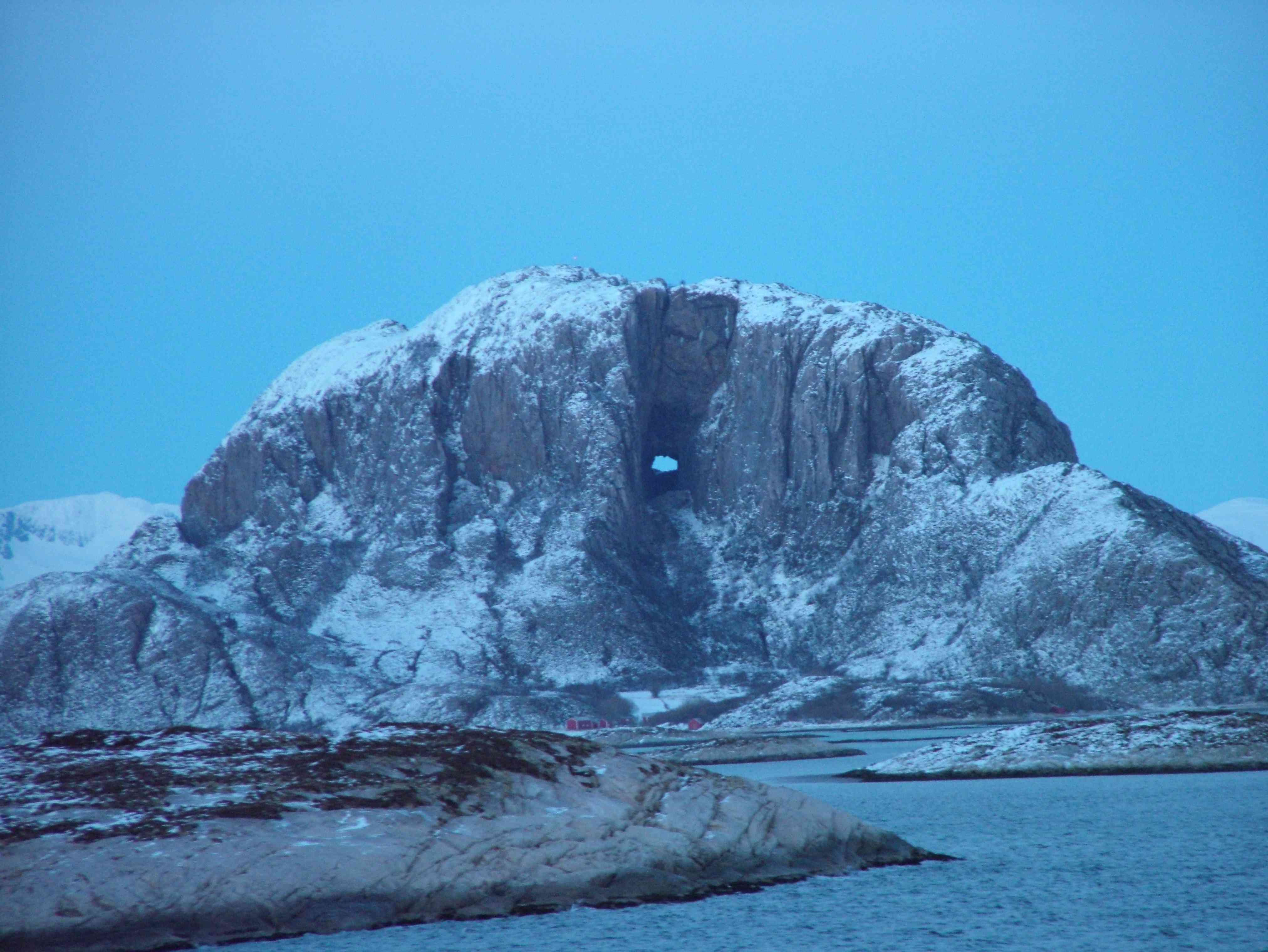
Brønnøy地区にある、Torghatten山に開いた穴、2005年2月

石灰岩はヌールラン県で非常に身近にあり、そこには多くの横穴、洞穴が県中にある。最も有名になっているのは、ラナにあるGrønligrottaで、ノルウェーで唯一電気による照明が引かれている。ラナには、北欧のどの地域よりも多い洞穴がある。しかし、2006年8月にソールフォルのTjoarvekrajggeの洞穴が探検されて、これまでより20キロメートル以上長い、スカンジナヴィア一長い洞穴であることが照明された。大理石は数カ所で発見された。ファウスケは、時折大理石の主要生産地とされ、広く大理石が輸出される（ニューヨークの国際連合ビルにも使用された）。ロフォーテン諸島の山地の一部は、世界でも古くからある物で、少なくとも3億年前からある。ノルウェーで最も新しい岩はアンドヤ島にあり、恐竜の化石とその他の生物の化石が見つかったことで知られている。

## 気候
ヌールラン県は高緯度にありながら非常に温暖である。マイケン、Træna、Røstといった島の平均気温は、最も寒い月でも1℃で、緯度の平均より25℃上回る。ヌールラン県はほぼ緯度5度地帯だが、気温は暖流に近接するために温暖である。一年間では、南岸の5.6℃から北岸の4℃と差が非常に小さい。夏は、南部で幾分か長くなる。冬は奥地ほど寒く、フィヨルドが近接する地域の気温を温暖にする。山地は年間通して冷涼で長い冬がある。高山では年中雪に覆われ消えない。積雪が常にある間、海岸地帯では雨で溶けることになり、毎年の積雪は山地で5メートルを超える。主な理由は県内に氷河があるためである。東からの風は乾燥をもたらし、夏も、寒く空気の澄んだ冬も陽光溢れ温暖となる。ノルウェーで夜の最低気温が25.8℃となったのは、1937年7月5日のアルスタハウグで、これが夏の最低気温としては最高の記録である（山から吹く冷たい風と、24時間沈まない陽光があったにもかかわらずである）。南西の風が一般的で、大西洋から湿気のある温暖な空気をもたらす。秋はヌールラン県沿岸部の雨季にあたり、4月から6月は最も降水量が少ない。冬に強力な低気圧が大西洋からやってくると、強風が吹く。

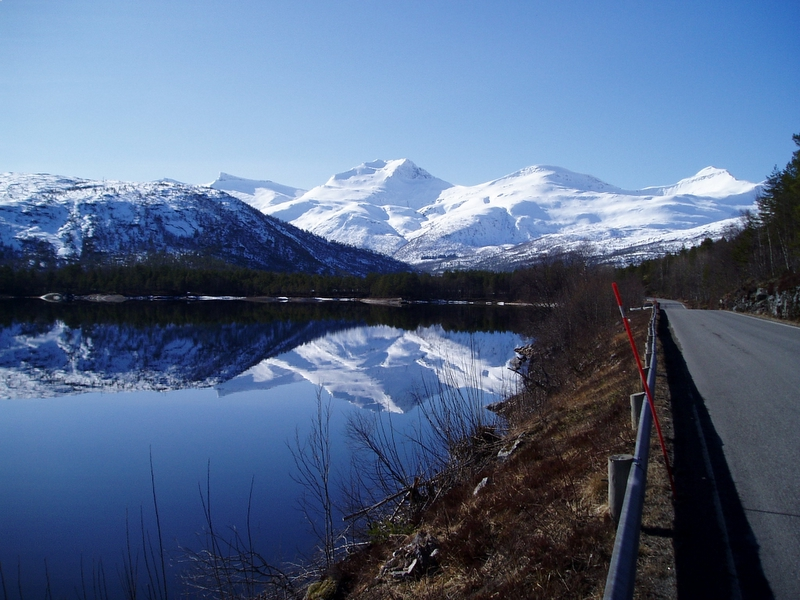
Hamarøyの4月

ヘルゲラン沿岸のブロンノイスンの町は、年間2ヶ月半もの間24時間平均気温で氷点下（1月）を記録し、夏は3ヶ月半の24時間平均で13℃（6月）である。年間平均は5.6℃で、降水量は1510ミリである。フィヨルドから遠く離れた奥地の谷は海岸部の気温からほど遠く、冬に寒さが厳しい。標高380メートルのハットフィエルダールでの1月の平均気温は-9℃である。しかし夏は、海岸部同様に温かくなる。
スヴァルティゼン氷河北東の谷サルトダール（塩の谷を意味する）は、ノルウェーでも降水量の少ない谷の一つで、わずか291ミリしかない。海岸部と比較して温かい夏であることで有名で、毎年数日、ノルウェーの最高気温を記録する。サルトフィエルの西にあるルロイは年間平均降水量が2935ミリである。北部ノルウェーで最も湿潤な地であり、高緯度における降水量としても世界一である。海岸から北のグロムフィヨルドにかけての湿潤地帯の一部では、温帯雨林の気候標準を満たす。()。
東部サルトフィエルは、海抜680メートルの地点が樹木生育の上限で、1月の平均気温-11℃、7月平均気温9.7℃のツンドラ気候となる。気温は、100メートル標高が下がるごとに平均して0.7℃上がる。ヌールラン県の山地はどこでも、アルプス・ツンドラ気候が非常に一般的である。
近年、地球温暖化の影響が見られる。()。標高11メートルのボードーの1月平均気温、1991年から17年間の記録を元にする。2007年は-0.3℃（1961年-1990年の間の平均は-2.2℃）、日中の最高気温平均は2.0℃。ここ17年間の7月の平均気温は13.5℃（以前は12.5℃）で、平均最高気温は16.6℃だった。

## 日照
日照は北部から南部にかけてかなり多様に富む。北部のアンデネスは5月22日から7月22日まで太陽が沈まず、11月28日から1月13日まで闇夜となる(Narvik daylight)。ボードーでは、6月3日から7月8日まで太陽は水平線上にあり、12月15日から12月28日まで日が昇らない。北極圏南部に位置するヘルゲランは、白夜の太陽が日におよそ3時間、水平線上にある(Mosjøen daylight)。ヘルゲランでは本当の白夜はなく、6月には太陽の円盤上部が一晩中水平線上に出る。はるか南にあるモスヨーエンも同様である。過渡期は短期に夕闇が発生し、三ヶ月間（5月初旬から8月初旬まで）ヌールラン県に夜の闇がない。

## 自然

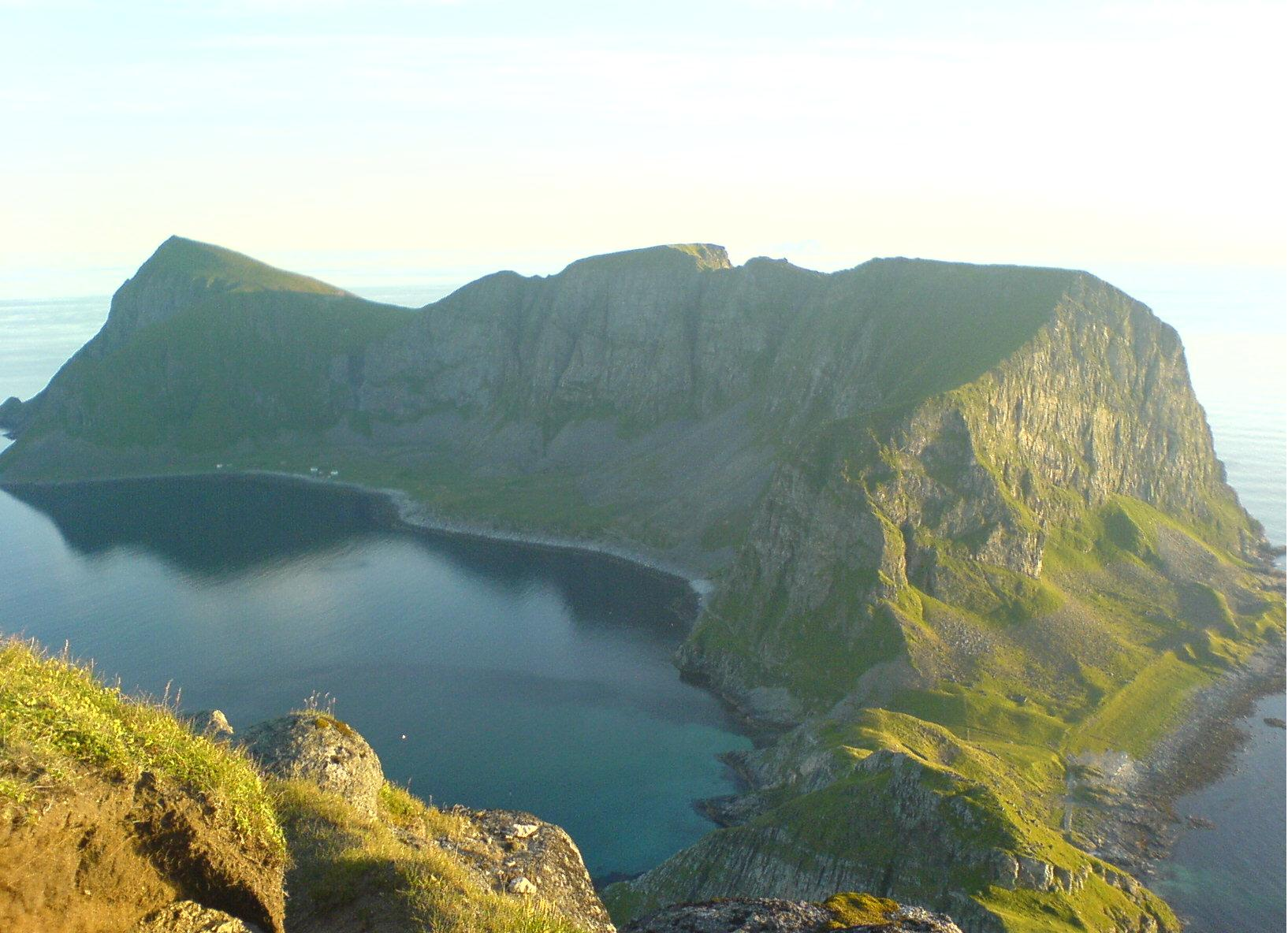
Værøy島は鳥類観察者の天国である

長い海岸線は豊かな野生動植物をはぐくみ、ロフォーテン諸島のタラ漁は1000年以上の歴史がある。タラの他に、クロダラ、ハドック（タラの一種）、ニシン、オオカミウオ、オヒョウが海岸・フィヨルドで水揚げされる。世界最大の深海サンゴ、 Lophelia pertusaは、ロスト南部に40キロの長さで続く。ヌールラン県沿岸はオジロワシのヨーロッパでの高密集地である。ヨーロッパカワウソは海岸・フィヨルドで見慣れた存在である。アザラシ同様に広域の海鳥繁殖地がある。ネズミイルカ、ゼニガタアザラシ、カモメ類、ウ類は海岸とフィヨルドのほとんどに生息する。アオサギは県内全域でよく見られるようになった。シャチは海岸、特に冬季のヴェスト・フィヨルド地帯に多く見られる。
オウシュウトウヒの森林拡大はサルトフィエルとキョレン山地に阻まれ、これら森林はヘルゲランのみに自生する。しかし、経済活動の必要性から国全体に広く植えられており、議論が噴出している。オウシュウトウヒ林の南部の一部は、球果植物門の森林地帯に接している。

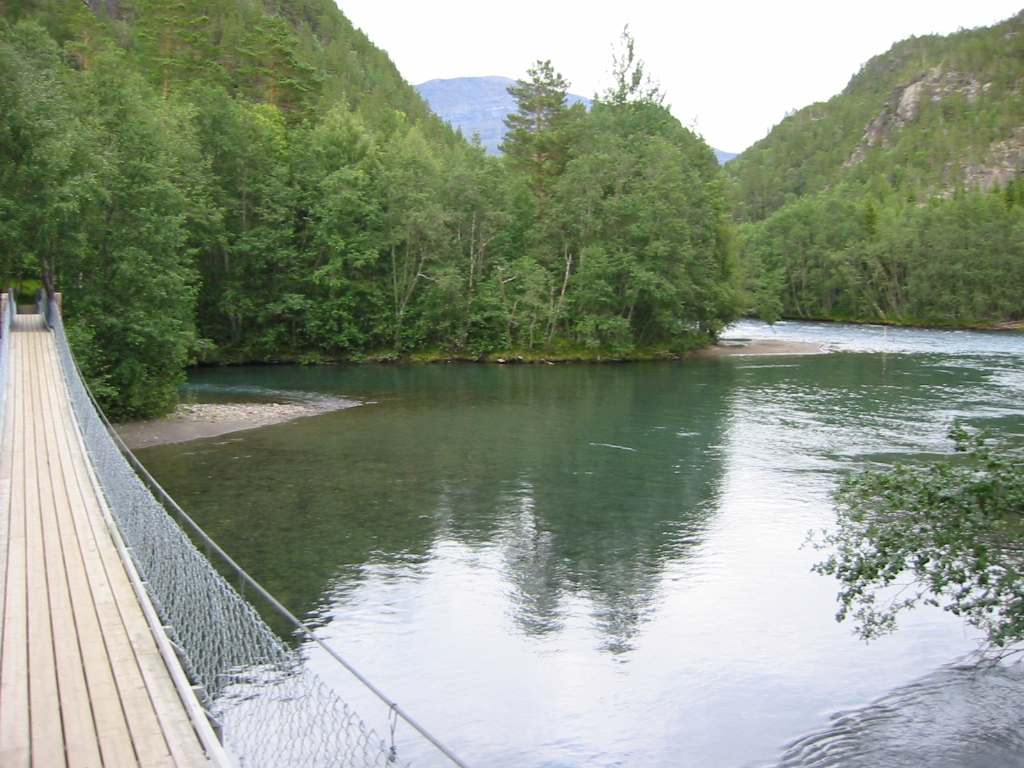
ユンケルダール自然保護区

その他のヌールラン県の樹木類は、カバノキ属、ナナカマド、ヤナギ、アスペン、マツである。まれに、ニレとハシバミなどが見られる。
山地の奥地には、トナカイが見られる（これらはサーミ人の所有である）。トナカイは土着のクズリによって狩られる。奥地には少数のヒグマがいる。ホッキョクギツネは今本土で絶滅の危機に瀕している。数匹の個体がこれら山地に残り、これらのほとんどはさらに人里離れたボルゲフィエル山地にいる。アカギツネ、オオヤマネコ、ヘラジカ、ノウサギ、小さな齧歯類、オコジョは、全て森に生息する。低地帯には、ノロが県全体に今や現れるようになり、アカシカは県南部で見られる。ヨーロッパアナグマとヨーロッパクサリヘビは、ヌールラン県南部沿岸地域のほとんどの場所に生息する。ハイイロオオカミはヘルゲラン内陸地帯で保存されている。
(, ).

## 経済

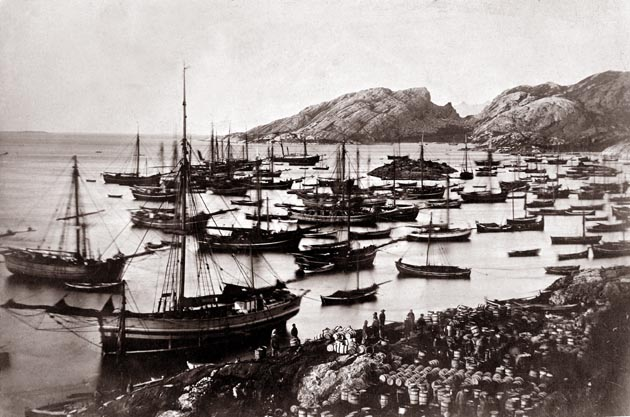
ヘアリング漁港は短期間豊漁でにぎわった。現在もタラ漁が盛んである。1870年頃の写真

主幹産業は、漁業と沿岸石油調査である。ヌールラン県は、タラ漁とサケ養殖でよく知られる。主要輸出先は、ドイツ、スカンディナヴィア諸国、イギリス、オランダ、イタリア、スペイン、フランス、ロシア、日本である。
観光は重要で、主に夏季が盛んである。冬季にはスキー目当ての観光客が多い。2月から4月がスキーのシーズンである。観光客は、変化に富んだ海岸の風景に魅了されるが、()広大な県内で混み合うことはまずない。ロフォーテン諸島はおそらく最もよく知られる観光地だろう。夏季には多くのクルーズ船がやってくる。山地のハイキングは地元住民と観光客の両方に人気がある。特にラナ/サルトフィエル地域（多くの洞窟がある）、ナルヴィク地域とロフォーテン地域が知られるが、全県でハイキングが楽しまれている。ホエールウォッチングはAndøy島とTysfjord島で楽しめる。また、釣りも沿岸で人気があり、川ではサケとトラウトが釣れる。

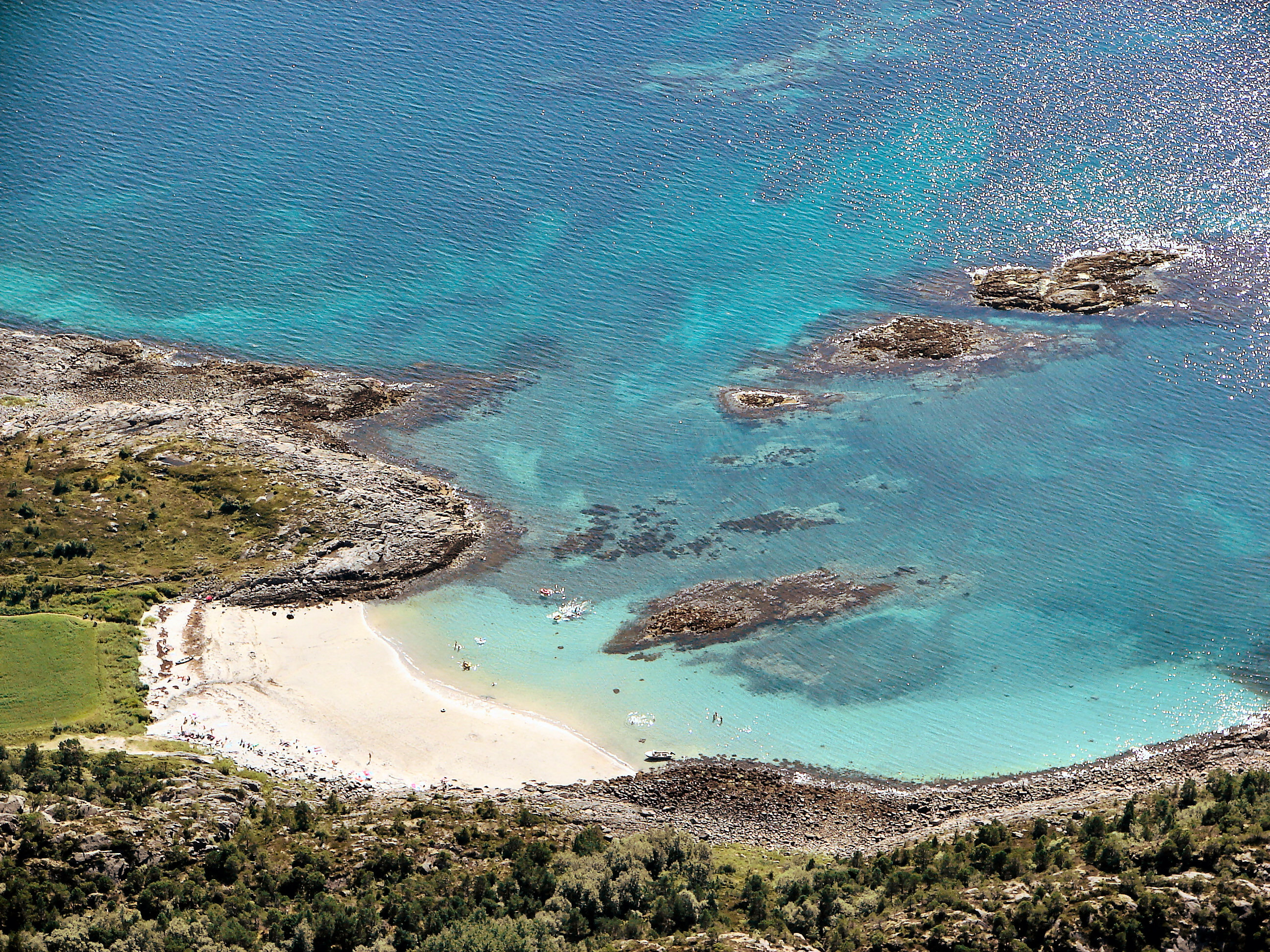
世界遺産に登録されたことで、観光はヴェーガで増加傾向にあるが、宿泊施設には限りがある

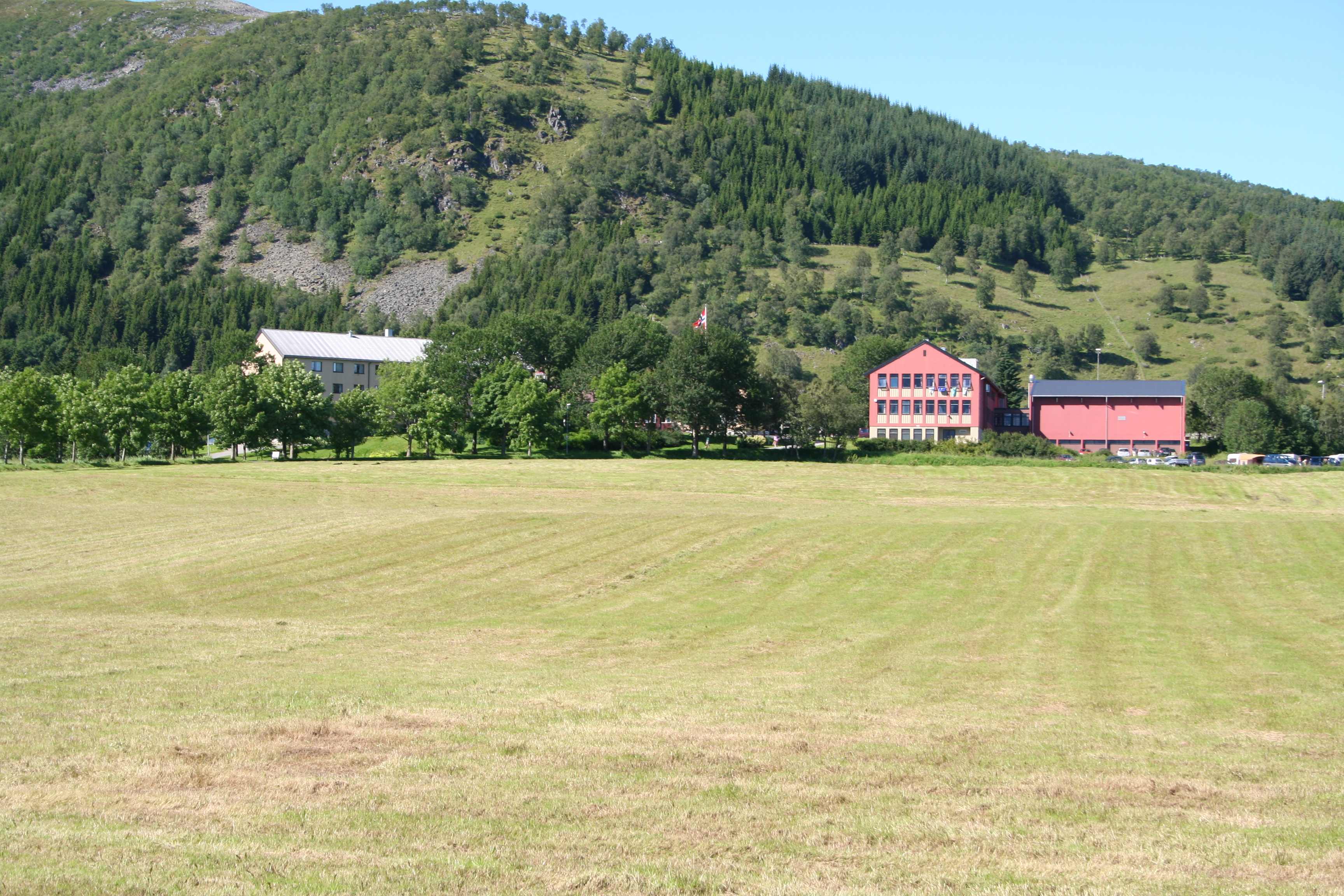
クレイヴァの農業高校

農耕もその他の地域経済を支える。主に酪農で、ウシ、ヒツジ、ヤギが飼われる。かつてはかろうじて穀類がノールラン県で植えられていた。ヌールランシェストは三種あるノルウェー馬の中で最も小さいウマである。ノルウェジアン・ランドフンド種のイヌは、海鳥ツノメドリ属の狩猟用に飼われ、ロフォーテンに数匹が生き残り絶滅の際にある。
鉱物、特に石灰岩が埋蔵されている。鉄鉱がドゥンデルラン渓谷で掘り出される間、主要黄鉄鉱はモ・イ・ラナとスリトイェルマであった。
ナルヴィク港は直接鉄道網と直結していたことは知られており、スウェーデンの鉄鉱石埋蔵地キルナ＝イェリヴァレのためにそうなっていた。多くの水力発電用ダムがあった。
ヌールラン県は、アンドヤ・ロケット試射場での航空宇宙と宇宙探査において、未熟な調査と発展を含みながら多様な経済が増加している。この試射場は主要な人工衛星発射台として知られる。この広大なヌールラン県は、デンマークの全面積に匹敵するノルウェーで第2の面積を抱え、伝統的に北大西洋条約機構の要所とされてきた（ノルウェー空軍は、ボードー空港にF-16を配備する2つの航空中隊を配置している。アンドヤ空軍基地では、P-3が全ての海上監査航空機として配置されている）。

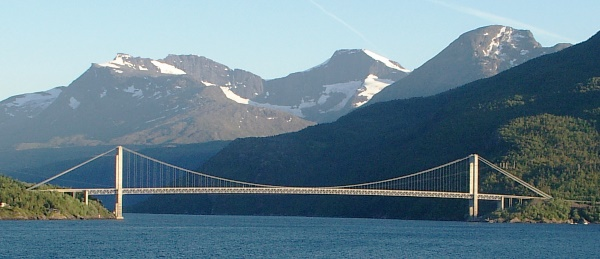
シヨメン橋

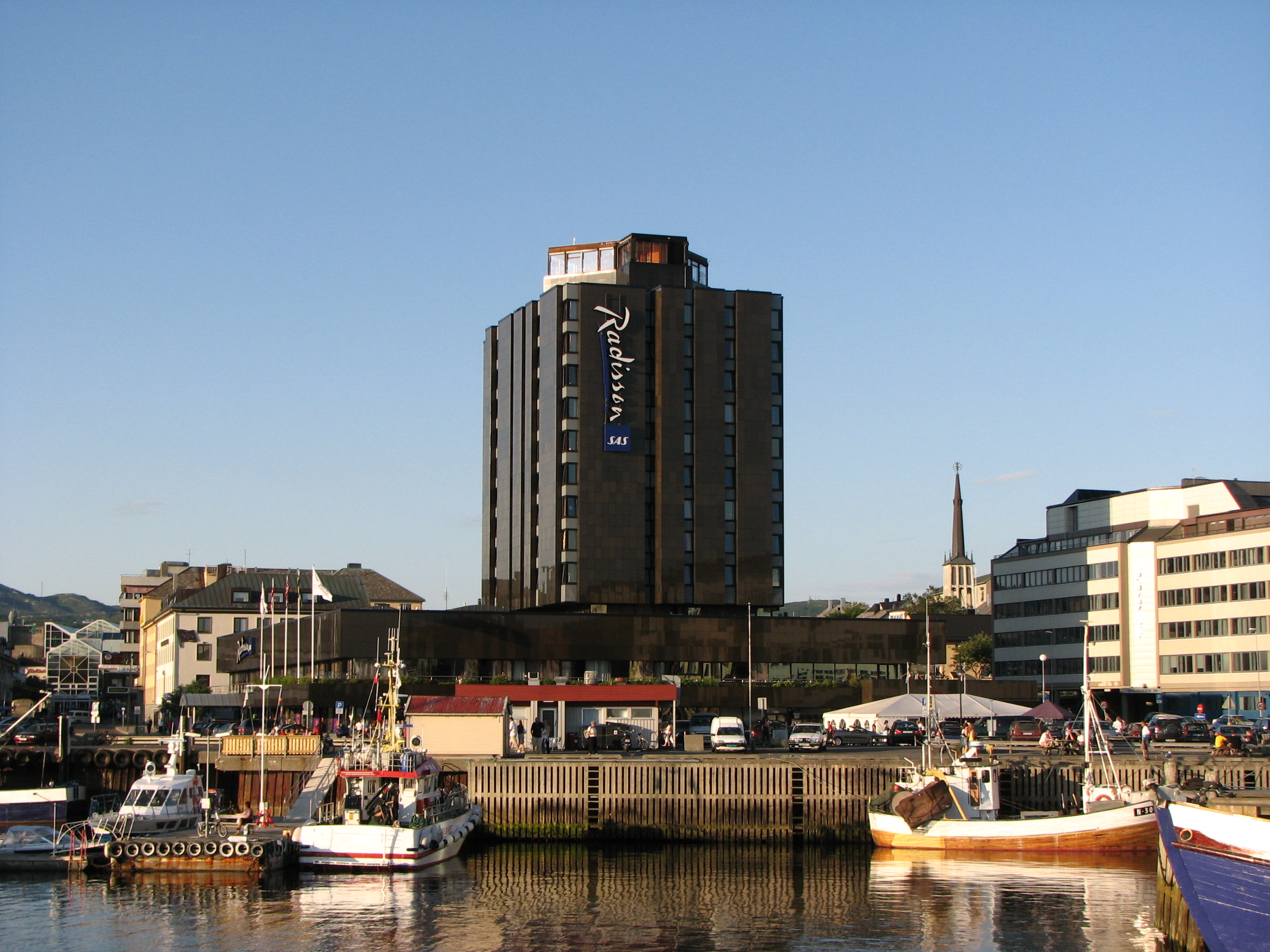
ボードー市

ボードー空港は最も往来の激しい空港で、ヌールラン県の他の小さな空港とのハブ空港である。ハルスター/ナルヴィク空港は北にあり、オスロへの直行便がある。ヨーロッパ・ルートE6はヌールラン県全長を貫く。トンネルや橋が多い。交通手段が改善されてはいるが、ヌールラン県の人口は1990年から減少傾向にある。多くの若者たちがノルウェーの大都市へ流出するからである。ボードーは県で唯一の市で、めざましく人口上昇をしている。

## 歴史

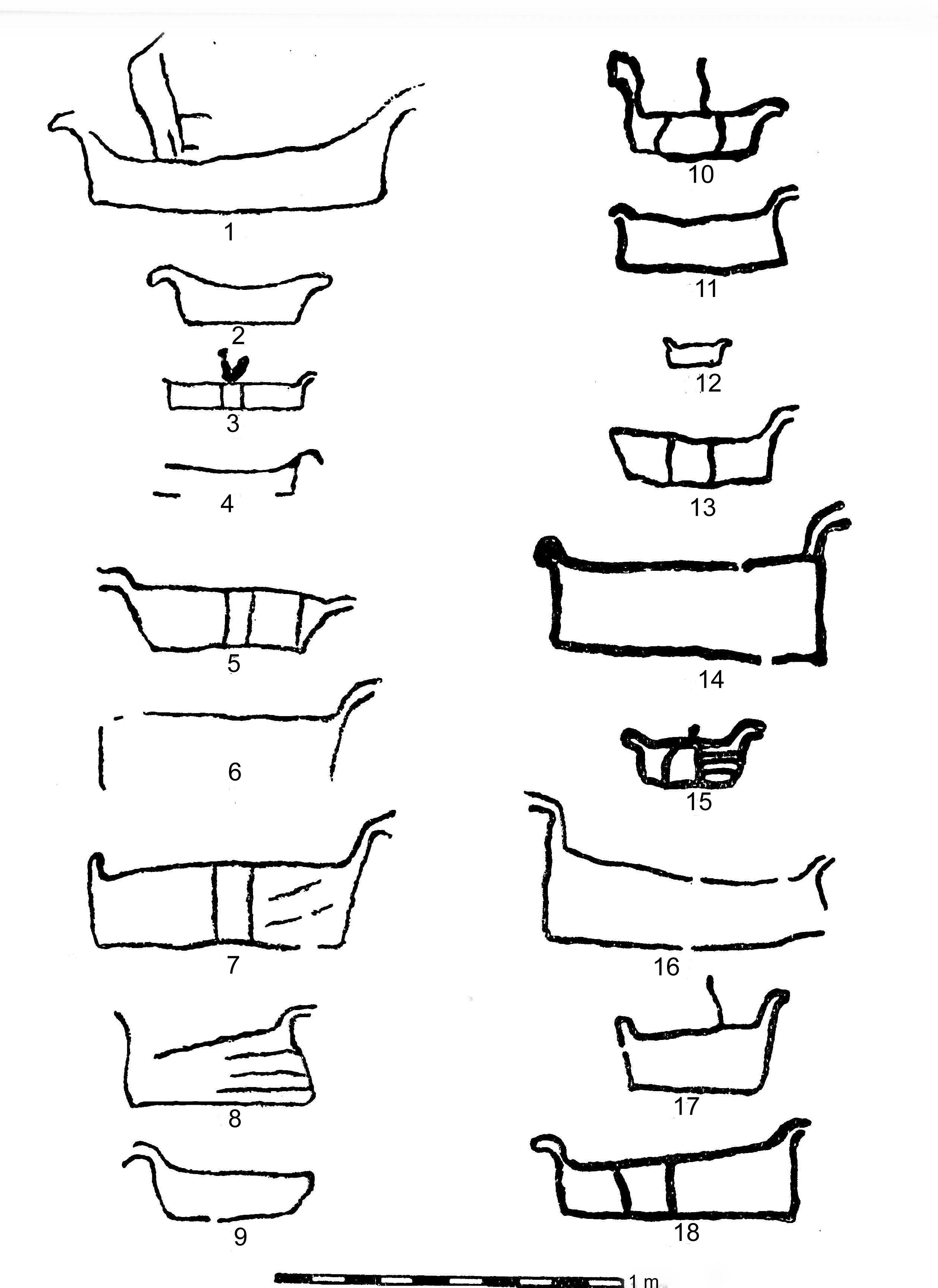
石器時代のボートを描いた岩絵

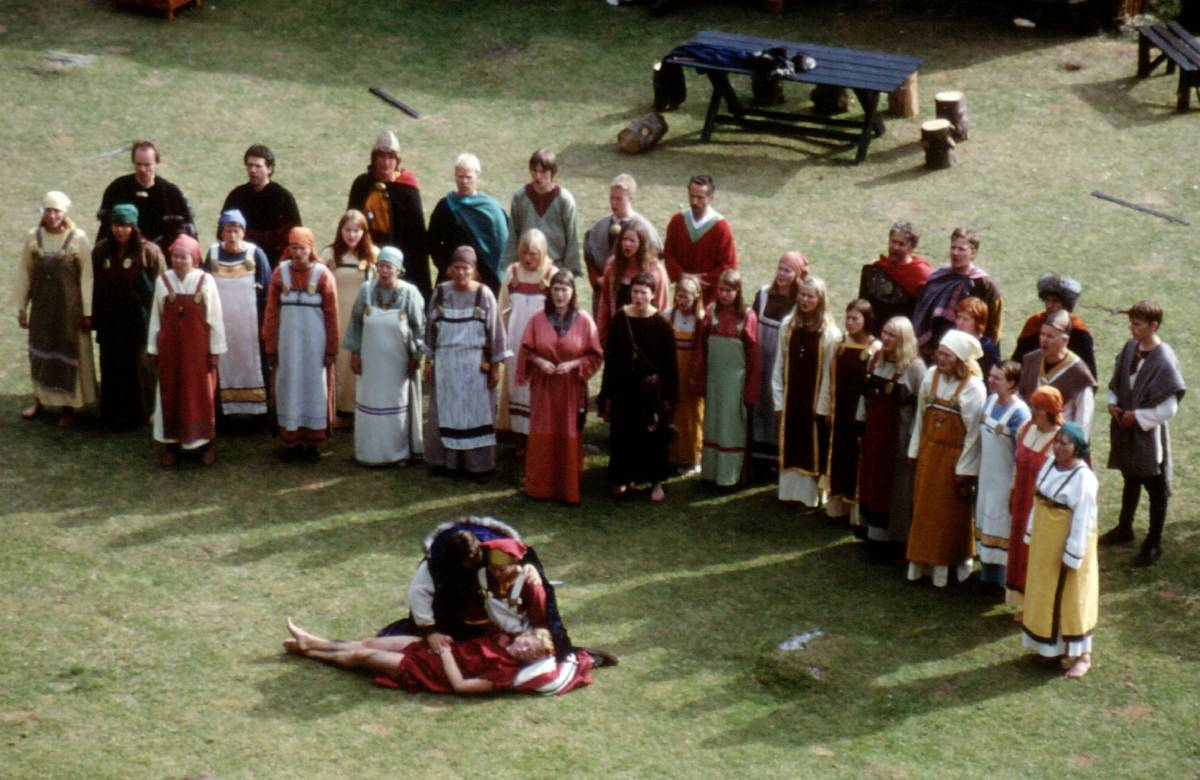
ステイゲンで演じられる歴史劇

ヌールラン県での人類定住の証拠は、ヴェーガ島とレイルフィヨルドを例として10,500年前に遡る。南のヘルゲランから北のナルヴィクまで、先史時代の彫り岩が少なくとも15箇所にある（フォスナ＝ヘンスバッカ文化）。
ノルウェーで最も古い家として知られるものが、サンナ島のラングホーゲンで発掘された。
()
建物は卵形で、6 x 4.5 mの大きさで、紀元前4世紀からのものである。建物からは、いまだに小さな港から掘り出した石を65メートル引いてきた跡が見受けられる（当時の海面は現在より23メートル高かった）。
ロドイにある岩絵には、スティックを持ってスキーをする人が描写されている。これはスキーが用いられた最も古い証拠であるとされる。この島に積雪がなかったというのは驚くべき事で、石器時代のスカンディナヴィアの気候は現在より温暖であった。
この岩絵は1994年のリレハンメルオリンピックで、絵文字として用いられた。
最初の農耕文化は青銅器時代からのものである。この文化は、海近くに大きな埋葬石塚を残した。例として、ステイゲンとVestvågøy島にある。南部トロムス県では、ハルスター周辺が石塚の北限地となる。これらの場所は、農業に適した低地の重大な地域であり、海に近く、多くの天然の港があった。

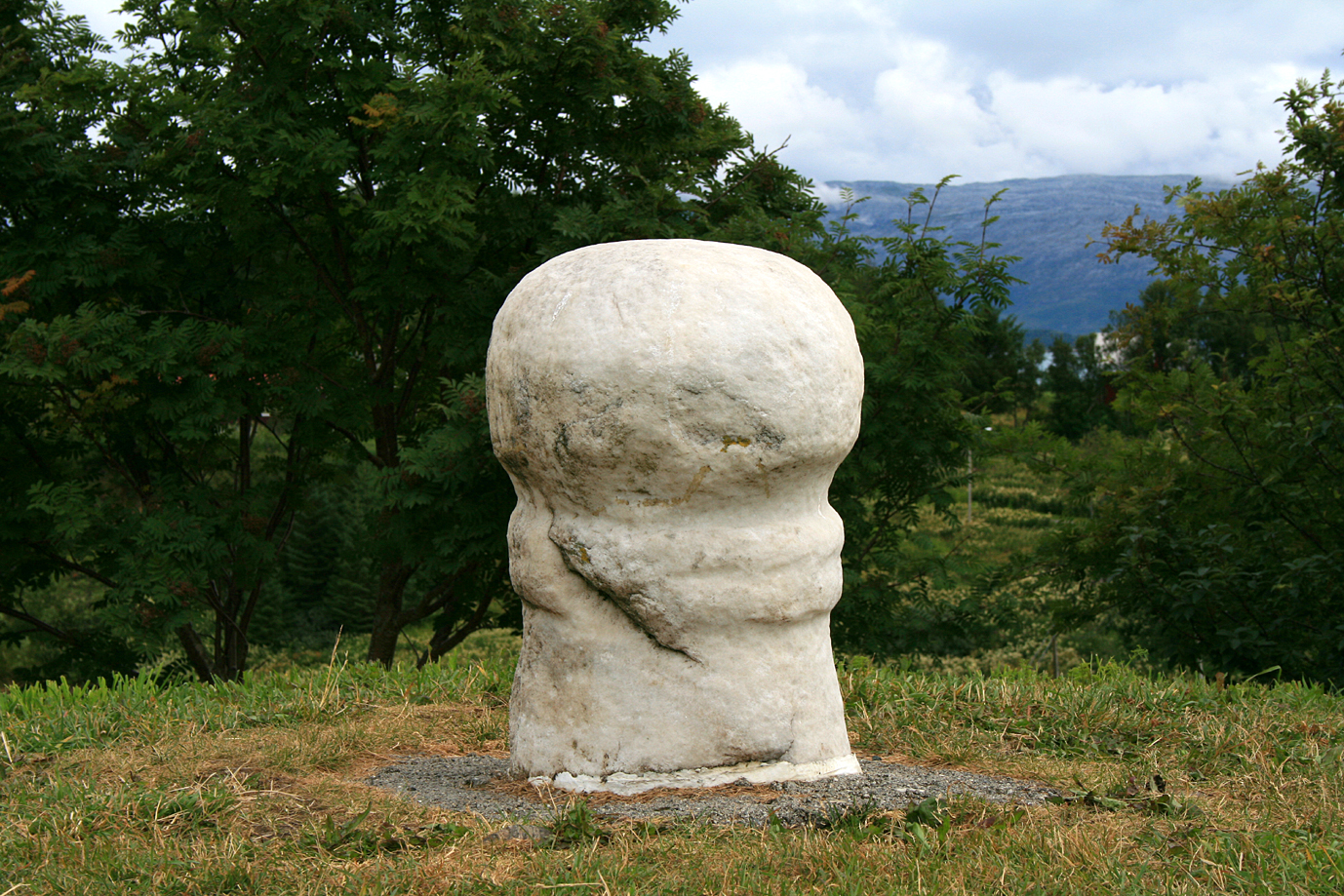
ドンナにある大理石製ファルス

何世代にも渡り、ホロガランはノース人たちの北限の定住地であった。ボルグ（ロフォーテン諸島・Vestvågøy島）近くの大きな長屋の名残とステイゲンにある長屋の名残は、紀元6世紀時代の物である。ノース人の鉄器文化を元とする、相当な考古学上の証拠が、およそ2世紀から海岸部で見つかっている。().

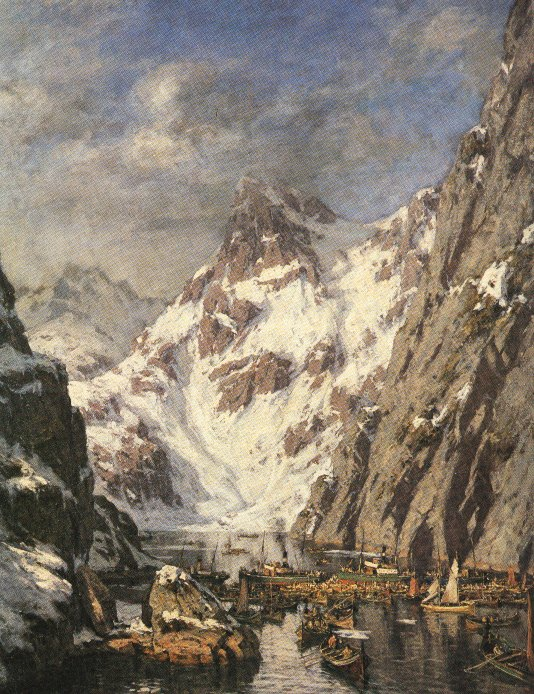
Trollfjordslaget - トロールフィヨルドの戦い、グンナル・ベルグ画

ヴァイキング時代、現在のヌールラン県はホロガランのペティ王国の一部であった。この王国にはトロムス県の南部も含まれた。サーミ人はしかしノース人の子孫ではない。サーミ人は少なくとも2000年前からこの地域に住んでいた。ティスフィヨルドはサーミ人文化の中心地である。
ノルウェー最悪の海難事故が1944年に起きた。サンドネスヨーエン付近でノルウェーの商船リゲルが爆撃されたのである。2,500名の犠牲者を出した。船は、1970年に廃棄されるまで、Rosøyaに半ば打ち上げられ、半ば沈み、打ち捨てられていた。

## 紋章
1965年から使用している。ヌールラン県伝統の船nordlandsbåtを描いている。

## 友好県
- 、レニングラード州, ロシア

## 下位行政区
ヌールラン県には合計44区がある（無人島ヤン・マイエン島も含む）。
| 1. アルスタハウグ 2. アンドイ 3. Ballangen 4. Beiarn 5. Bindal 6. ボー 7. ボードー 8. Brønnøy 9. Dønna 10. Evenes 11. Fauske 12. Flakstad 13. Gildeskål 14. Grane 15. ハッセル 16. Hamarøy 17. Hattfjelldal 18. Hemnes 19. Herøy 20. レイルフィヨルド 21. Lødingen 22. Lurøy | 1. Meløy 2. Moskenes 3. ナルヴィク 4. ネスナ 5. Øksnes 6. ラナ 7. Rødøy 8. Røst 9. Saltdal 10. Sømna 11. Sørfold 12. ソルトラン 13. Steigen 14. チェルスン 15. Træna 16. ティスフィヨルド 17. Værøy 18. ヴォーガン 19. Vefsn 20. ヴェーガ 21. ヴェストヴォーゴイ 22. Vevelstad |